# BLOC1S5
BLOC1S5 (англ. Biogenesis of lysosomal organelles complex 1 subunit 5) – білок, який кодується однойменним геном, розташованим у людей на короткому плечі 6-ї хромосоми. Довжина поліпептидного ланцюга білка становить 187 амінокислот, а молекулярна маса — 21 609.
| 10         |  | 20         |  | 30         |  | 40         |  | 50         |
| ---------- |  | ---------- |  | ---------- |  | ---------- |  | ---------- |
| MSGGGTETPV |  | GCEAAPGGGS |  | KKRDSLGTAG |  | SAHLIIKDLG |  | EIHSRLLDHR |
| PVIQGETRYF |  | VKEFEEKRGL |  | REMRVLENLK |  | NMIHETNEHT |  | LPKCRDTMRD |
| SLSQVLQRLQ |  | AANDSVCRLQ |  | QREQERKKIH |  | SDHLVASEKQ |  | HMLQWDNFMK |
| EQPNKRAEVD |  | EEHRKAMERL |  | KEQYAEMEKD |  | LAKFSTF    |  |            |

A: Аланін

C: Цистеїн

D: Аспарагінова кислота

E: Глутамінова кислота

F: Фенілаланін

G: Гліцин

H: Гістидин

I: Ізолейцин

K: Лізин

L: Лейцин

M: Метіонін

N: Аспарагін

P: Пролін

Q: Глутамін

R: Аргінін

S: Серин

T: Треонін

V: Валін

W: Триптофан

Задіяний у таких біологічних процесах, як ацетилювання, альтернативний сплайсинг. 